# Pixel 6a
Pixel 6a，是由Google发布的Android智能手机，为Pixel 6的对应中端价位机型，同时也是继Pixel 5a (5G)后，Google推出的又一款中端价位Pixel手机。该机型在2022年5月11日进行的Google I/O大会上正式公布，并于同年7月21日开放预售，同年7月28日正式发售。
Google决定自Pixel 6系列起不再随机附赠充电器，因此Pixel 6a是Google Pixel系列首款不附赠充电器的中端价位机型。

## 规格

### 设计
Pixel 6a提供“灰绿色”（Sage）、“粉炭白”（Chalk）和“石墨黑”（Charcoal）三种颜色版本。该机型正面与Pixel 6系列一样采用正上方单挖孔全面屏设计，背面也与Pixel 6系列一样采用三段式撞色设计，且同样以黑色拍摄模块隔开顶部与底部，唯拍摄模块凸起高度与比Pixel 6系列相比有所减小。
材质方面，Pixel 6a正面采用康宁大猩猩玻璃3屏幕，背面使用带光泽的塑料材质，侧面则采用合金材质。屏幕规格方面，Pixel 6a的尺寸为6.1英寸，屏幕高宽比为20:9。

### 硬件
Pixel 6a与Pixel 6系列同样搭载Google自研的Tensor系统芯片，成为首款使用Google自研芯片的Pixel系列中端价位机型。同时，Pixel 6a也配备6GB内存和128GB的手机内部存储空间。续航方面，Pixel 6a的最大电池容量为4410mAh，Google声称，在开启超级省电模式的情况下，Pixel 6a的最长续航时间可达72小时。与前代中端价位机型Pixel 5a不同的是，Pixel 6a取消了3.5毫米音频接口，并以屏下指纹识别取代背部指纹识别。其他方面，包括达到IP67的防水防尘等级、不支持无线充电、不支持90Hz刷新率、18W有线快速充电功率等则与Pixel 5a无差别。
Pixel 6a与Pixel 6同样支持5G，除仅在美国发售的Verizon合约机额外提供对毫米波的支持外，其余版本均只支持6GHz以下频段。

#### 相机
Pixel 6a的后背摄影模组内包含一个1220万像素广角镜头、一个1200万像素超广角镜头和一个闪光灯，后置摄像头支持录制60帧的4K视频，及240帧的1080P视频。前置摄影方面，Pixel 6a配备一个支持录制30帧1080P视频的800万像素镜头。

### 软件
Pixel 6a出厂原装系统为Android 12。Google计划为该机型提供五年的安全更新支持，其中前三年还会提供额外的系统更新支持。Pixel 6a正式开售后不久，Google推出了一个安全更新，以修复该手机无法解锁Bootloader的问题。2024年12月上旬，Google宣布Pixel 6a的系统更新支持额外延长两年。

## 评价
The Verge的艾莉森·约翰逊（Allison Johnson）给予Pixel 6a手机8分的评分（满分为10分），她赞扬了该手机内置的旗舰级别处理器、良好的拍摄表现，及出色的续航，但也指出手机屏下指纹识别速度慢、不支持高刷新率等问题。Engadget的谢琳·洛（Cherlynn Low）给予该手机89分的评分（满分为100分），她称该手机外观设计迷人，整体性能表现与Pixel 6系列差别不大，拍摄上也延续Google产手机的优良传统，但她也表示如果该手机能配备更流畅且更亮的屏幕、保留3.5毫米耳机接口及支持无线充电将更好。CNET给予Pixel 6a手机8.7分的评分（满分为10分），称Pixel 6a的外观设计是所有当下中端价位机型当中最好的，同时能第一时间获取最新的Android更新，但也指出其屏幕亮度较为暗淡，且视频录制质量不如静态图像。有线电视新闻网的马克斯·布翁东诺（Max Buondonno）也对该手机的旗舰级的设计、适中的尺寸、可靠的性能及可持续一整天的续航表示满意，然而他也表示手机的拍摄质量虽好，但仍有进一步提升的空间。

## 问题
Pixel 6a发售后不久，不少用户报告称使用未注册的指纹也可解锁手机，此问题仅在Pixel 6a当中出现。据报道，Pixel 6系列屏下指纹识别在使用体验上备受诟病，Google决定在Pixel 6a上搭载与Pixel 6系列不同的屏下指纹识别传感器型号。Google于2022年9月推送安全更新以改善屏下指纹识别。